# Tálibán
Tálibán (paštunsky a persky طالبان; „studenti“, sami svou vládu nazývají Islámský emirát Afghánistán) je radikální hnutí v Afghánistánu. V letech 1996–2001 reálně vládlo na většině území Afghánistánu, byť diplomatického uznání se mu dostalo pouze od tří zemí, a to Saúdské Arábie, Spojených arabských emirátů a Pákistánu. Vláda Tálibánu byla svržena díky americké okupaci, hnutí si však i přesto zachovalo kontrolu nad některými odlehlejšími oblastmi. Od roku 2021 je hnutí de facto u moci znovu.
Ideově byla vláda Tálibánu založena na kombinaci radikálního islámu a paštunského nacionalismu. Většina jejích prominentních členů patřila k váženým učitelům na islámských náboženských školách, jejichž paštunští studenti (bývalí i současní) tvořili jádro jejich stoupenců a ozbrojených sil. Ozbrojené složky Tálibánu pak byly posíleny mudžáhidy z mnoha arabských států a od bohatých Arabů pak pocházela i štědrá finanční podpora, která mnohonásobně předčila vládní zdroje. Nemalou finanční i vojenskou podporu pak Tálibánu poskytoval vůdce mezinárodní teroristické organizace al-Káida, Usáma bin Ládin, který od roku 1996 sídlil přímo v Afghánistánu.
Ve spojitosti se stažením spojeneckých vojsk počátkem května roku 2021 síla Tálibánu opět prudce vzrostla a jeho povstalci zahájili ofenzivu; během krátké doby tak získali obrovské územní zisky. Tálibánská ofenziva vyvrcholila dne 15. srpna 2021, kdy hnutí ovládlo prezidentský palác v Kábulu, načež vyhlásilo Islámský emirát Afghánistán, a de facto se tak ujalo vlády.

## Historie hnutí
Po stažení sovětských vojsk z Afghánistánu v roce 1989, kdy v zemi nastalo určité „mocenské vakuum“ a podpora mudžáhedínů ze strany USA velmi rychle ustala, se většina do té doby bojujících muslimů vrátila ke své původní obživě, ale mezi warlordy vypukly mocenské a etnické boje nad jednotlivými územími, které postupně eskalovaly do rozměrů občanské války. Tyto nepokoje sužovaly Afghánistán přibližně 8 let.
Hnutí Tálibán vzniklo původně z popudu osazenstva islámských náboženských škol za účelem zastavení bratrovražedné války warlordů, která panovala mezi jednotlivými etniky a klanovými vůdci napříč Afghánistánem. Na jedné straně tehdy stála vratká a stále se měnící koalice menšinových etnik, zejména Tádžiků a Uzbeků, kteří více méně podporovali převážně tádžickou vládu prezidenta Rabbáního a paštunskými klanovými vůdci. Ačkoliv vláda disponovala teoreticky menšími zdroji než její protivníci, dařilo se jí díky politické obratnosti a zejména schopnostem ministra obrany, legendárního generála Ahmada Šáha Masúda, držet moc nad důležitými oblastmi, zejména pak severem a středem země a hlavním městem, Kábulem.

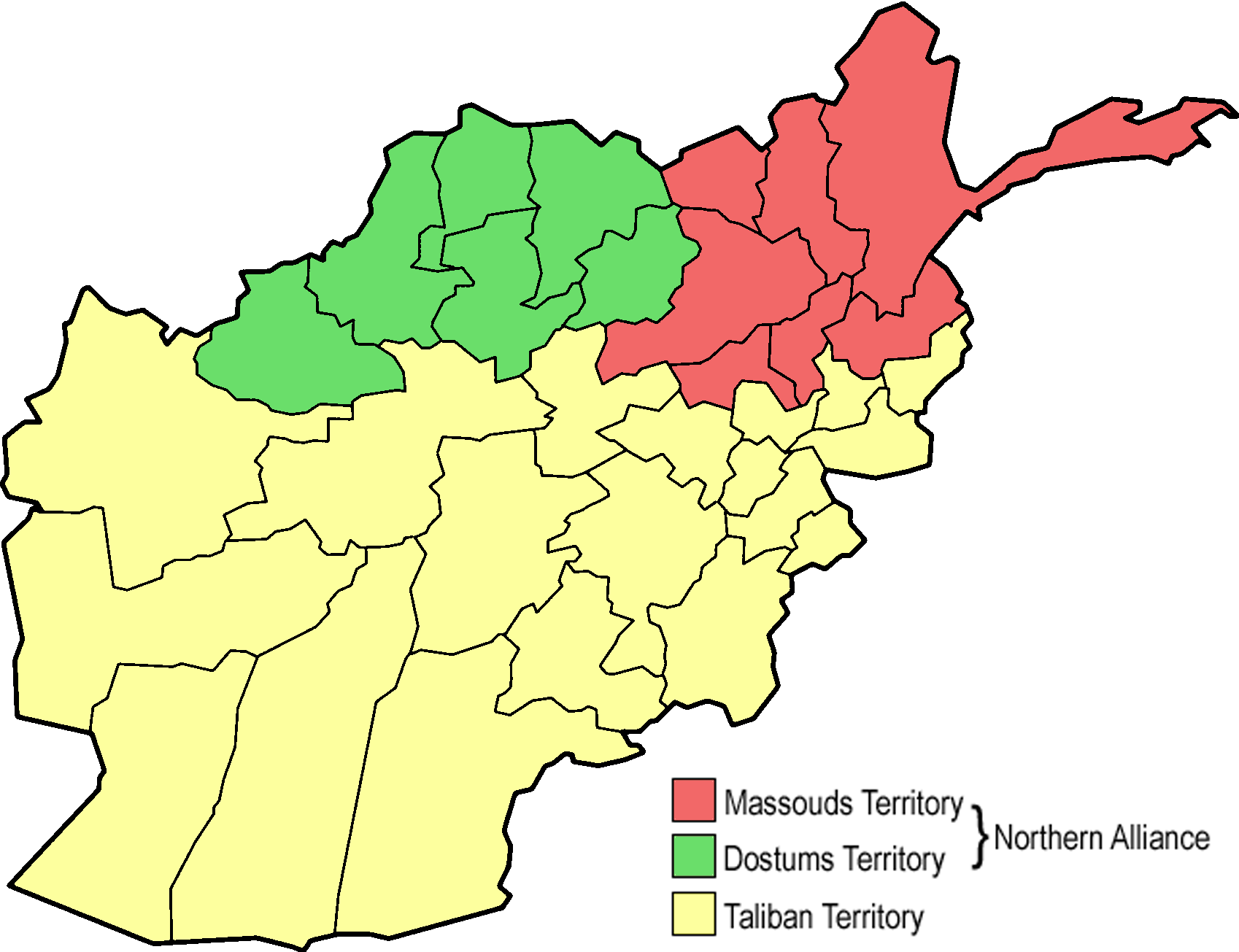
Provincie Afghánistánu v roce 1996, Severní aliance a Tálibán (žlutě) na jihu země

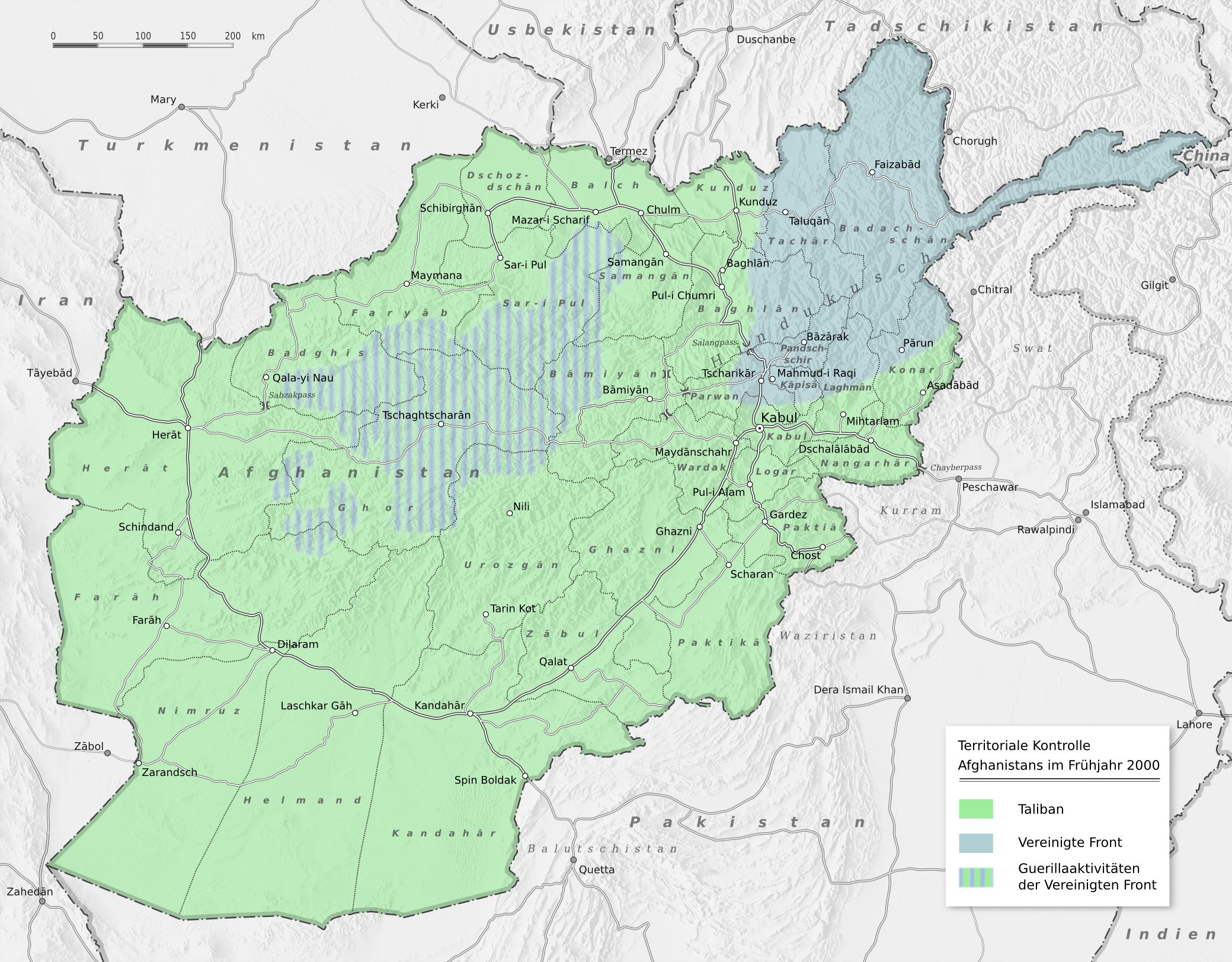
Islámský emirát Afghánistán v roce 2000, jehož hranice se kromě území Severní aliance prakticky kryly s dnešními hranicemi Afghánistánu

Situace se začala měnit v roce 1994, když se na paštunské straně začal rychle prosazovat Tálibán. V prvé fázi přinesl určité sjednocení protivládních sil, v druhé fázi, když se v jeho vedení definitivně prosadili radikální islamisté, pak Tálibán získal finanční i vojenskou podporu od radikálních islámských kruhů ze zahraničí. V roce 1995 zahájilo hnutí mohutnou ofenzívu a začalo vytlačovat vládní síly na sever. Pouze mistrovství Ahmada Šáha Masúda a houževnatosti jeho jednotek (a samozřejmě nezkušenosti a neschopnosti tálibských velitelů) pak lze přičíst fakt, že síly Tálibánu oproti všemu očekávání nedokázaly v březnu 1995 dobýt Kábul a musely ustoupit.
V roce 1996 však vzrostla podpora ze strany zahraničí, kterou navíc podpořily jednotky zahraničních dobrovolníků, zatímco vláda žádnou novou podporu nezískala. Velkou cenu pro táliby pak měla zejména pomoc Usámy bin Ládina, který jim poskytl rady, finance i své vycvičené mudžáhidy. Proti kombinaci všech těchto faktorů se už vláda udržet nemohla. Kábul musel být vyklizen 26. září 1996 a o den později byla ustavena vláda Tálibánu. Nepatřil jí však celý Afghánistán. Vládní síly nazývané nyní Severní aliance se pevně držely v severní části Afghánistánu a čekaly na svou příležitost.
Tálibán v zemi zavedl totalitní stát založený na radikální verzi islámského práva šaría, zpřísněného navíc o některé staré paštunské zvyky. V čele státu stanul mullá Muhammad Umar a jeho poradci. V zemi byly zavedeny tradiční tresty – veřejné popravy, bičování, ukamenování a utínání končetin. Byla zavedena celá řada zákazů – muži se nesměli holit, byla zakázána hudba, televize, sportovní zápasy, ženy musely být na veřejnosti zcela zahalené, nesměly chodit samy a nesměly pracovat, bylo zakázáno vytvářet nebo vlastnit podobizny lidí a zvířat.

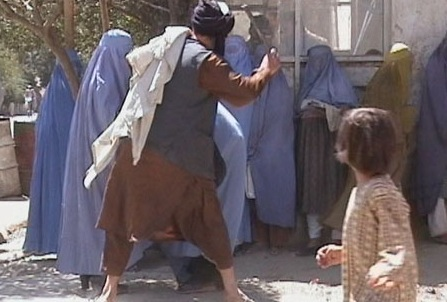
Náboženská policie Tálibánu při zásahu proti ženám, 26. srpen 2001

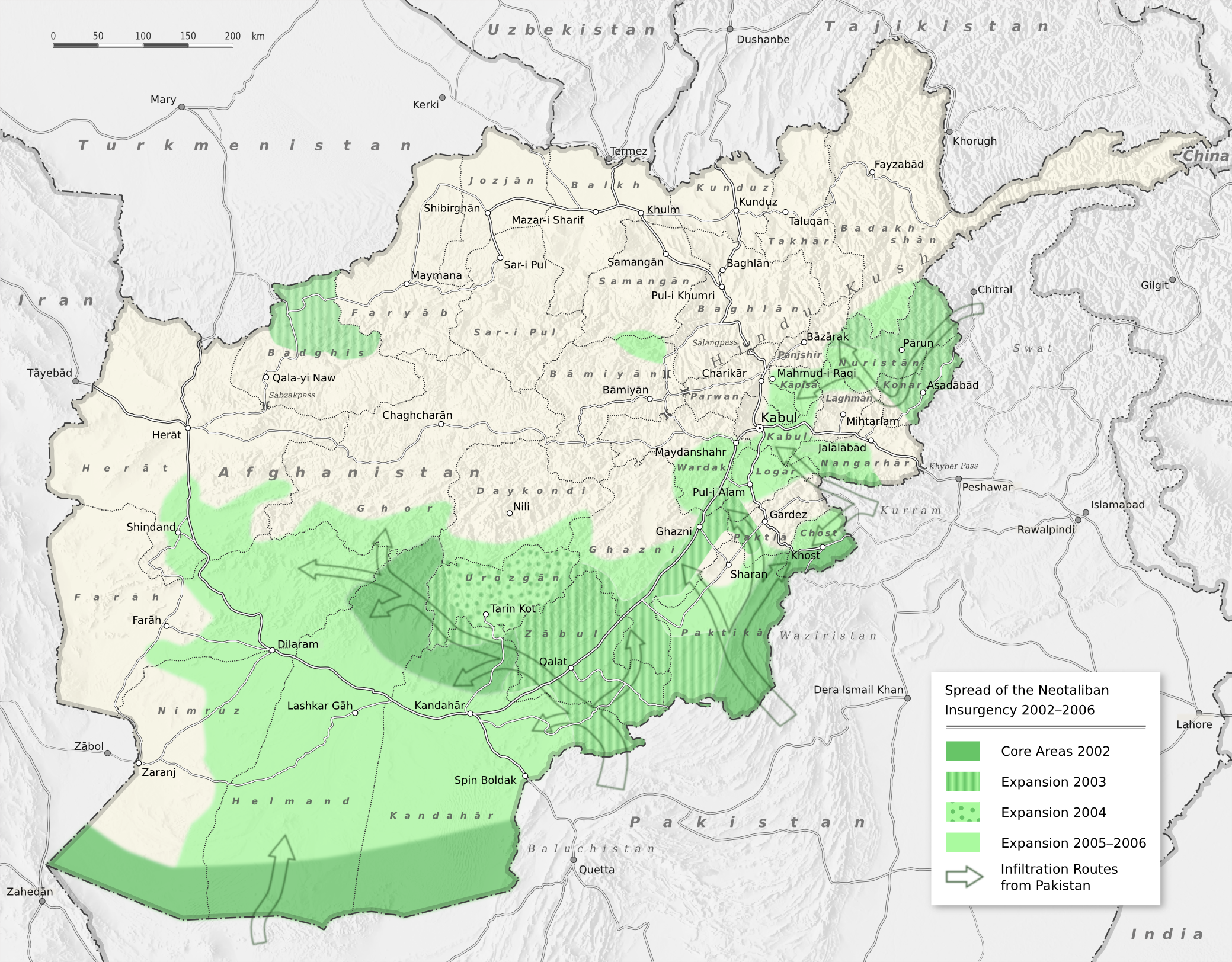
Mapa oblastí ovládané Tálibánem v letech 2002–2006

Za oběť tohoto extrémního výkladu islámu padlo mnoho vzácných kulturních památek, zejména soch, které byly s odkazem na poslední zmíněné pravidlo systematicky ničeny. Asi nejznámější obětí tohoto vandalství byly dvě monumentální sochy Buddhů v Bámjánském údolí, pocházející z 5.–6. století. Země se stala vyloženě nebezpečnou pro cizince křesťanské víry, neboť za křesťanskou misijní činnost byl udělen trest smrti a tálibové si pod tímto pojmem představovali leccos.
Aby zvýšil své příjmy a měl finance na další boj proti Severní alianci, Tálibán na začátku udržel produkci opia. Z produkce opia těží dodnes.
Tálibánský režim svrhla americká vojenská intervence; její síly zcela ovládly Kábul 13. listopadu 2001. Jako pozemní síly byly krom amerických a britských jednotek využity síly Severní aliance, složené zejména z Tádžiků a Uzbeků. Ty však již nevedl Ahmad Šáh Masúd – agenti sítě al-Káida jej 9. září 2001 zavraždili.
Americká intervence byla reakcí na fakt, že jí Tálibán odmítl vydat Usámu bin Ládina, kterého USA vinily z inscenace teroristického útoku na WTC a Pentagon, uskutečněného 11. září 2001. Otázkou zůstává, zda bylo v silách Tálibánu Ládina vydat, i kdyby chtěl. Mnoho komentátorů si myslí, že nikoliv.[zdroj⁠?!] Faktem ovšem je, že Tálibán s Ládinem si navzájem vděčili za mnohé.
V srpnu 2008 bojovníci radikálního afghánského hnutí Tálibán zabili deset francouzských vojáků, na které zaútočili ve vesnici východně od Kábulu. Při události bylo zraněno dalších 21 francouzských vojáků.

### Ofenzíva v roce 2021 a návrat k moci
Během stahování amerických jednotek ze země v létě roku 2021 zahájil Tálibán velkou ofenzívu v Afghánistánu. K 23. červenci 2021 Tálibán ovládal více než polovinu z 421 afghánských okresů.
V polovině srpna 2021 ovládalo hnutí každé větší město v Afghánistánu. Po obsazení hlavního města Kábulu byl obsazen i prezidentský palác poté, co úřadující prezident Ašraf Ghaní uprchl z Afghánistánu do Spojených arabských emirátů. Ghaního azyl byl potvrzen Ministerstvem zahraničních věcí a mezinárodní spolupráce SAE dne 18. srpna 2021. Zbývající proti-Tálibánské síly pod vedením Amrulláha Sáliha, Ahmada Massúda a Bismilláha Chána Mohammadího ustoupily do Pandžšíru, aby pokračovaly v odporu. Po dobytí Pandžšírského údolí uprchli vůdci NRF do Tádžikistánu.

## Vyjednávání s afghánskou vládou
Velitel britských jednotek v Afghánistánu Mark Carleton-Smith 5. října 2008 pro list Sunday Times o probíhající válce v zemi prohlásil: „V této válce nezvítězíme. Jde spíš o snížení násilí na ovladatelnou úroveň, aby boje mohly být plně pod kontrolou afghánské armády“. K ukončení násilí by podle jeho názoru vedly jedině mírové rozhovory s vrchními zástupci Tálibánu. Mluvčí Tálibánu údajně jednoznačně odmítl mírové rozhovory s koaličními vojsky a zopakoval cíl povstalců bojovat proti vojenským silám USA a NATO, dokud všechny tyto jednotky neopustí Afghánistán.
Následně však americká televize CNN informovala počátkem října 2008 o přelomové schůzce zástupců afghánské vlády a Tálibánu. Čtyřdenní setkání se údajně uskutečnilo koncem září v Mekce v Saúdské Arábii a za zprostředkování saúdským králem Abdalláhem. Přítomno mělo být 11 zástupců Tálibánu, dva vládní úředníci Afghánistánu, 17 saúdských zprostředkovatelů. Vůdce Tálibánu Mulla Umar se vyjednávání nezúčastnil, ale dal najevo, že Tálibán už není spojencem Al-Káidy.

## Válka v Pákistánu
Tálibán po pádu své vlády v Afghánistánu v roce 2001 přesunul část svých aktivit do pákistánského pohraničí, odkud se ho tamní armáda snaží po léta marně vytlačit. Jen od roku 2007 do počátku roku 2009 na severozápadě Pákistánu zahynulo při násilnostech asi 1300 civilistů a své domovy opustilo asi 500 tisíc lidí. V únoru 2009 vyhlásila pákistánská vláda obnovení práva šaría v údolí Svát a následně armáda vyhlásila jednostranné zastavení bojů. 24. února ohlásil Tálibán, že hodlá dodržovat v údolí Svát časově neomezené příměří.